# جوز سوراتي
جوز سوراتي (الاسم العلمي:Juglans soratensis) هو نوع من النباتات يتبع جنس الجوز من الفصيلة الجوزية.